# Nulla (vulkán)
A Nulla egy kialudt tűzhányó Ausztrália északkeleti részén, amely körülbelül 165 kilométernyire délnyugatra található Townsville városától. A vulkán az ország Queensland szövetségi államának északi felében helyezkedik el. A tűzhányó a Townswille-től nyugatra elterülő Nagy-Vízválasztó-hegység keleti határvidékén fekszik. A Nulla az országban található vulkánok többségéhez hasonlóan már kialudtnak tekinthető. Összesen mintegy 7500 négyzetkilométernyi területet fed le.
A Nullának összesen negyvenhat kürtője ismert, ezeknek a legtöbbjéből a láva rendszerint északkeleti irányba, a Burdekin-völgy felé folyt. A Toomba nevű kürtő utolsó kitörései során a keletkezett láva egy körülbelül 120 kilométert lefedő területet fedett le, ez a jelenség mintegy 13 000 évvel ezelőtt következhetett be, ez számít egyben a tűzhányó utolsó kitörésének is. Az eseményt – akárcsak a Nullától északra és délre eső területén bekövetkezett legutóbbi geológiai eseményeket – valószínűleg a területen élő emberek is megfigyelték, és rögzítették helyi mitológiájukban.